# Miguel Torra
Miguel Torra Monsó (Barcelona, 22 de agosto de 1925-Madrid, 18 de mayo de 2014) fue un futbolista español de los años 40 y 50 que jugó cinco temporadas en el Fútbol Club Barcelona. En liga debutó frente al Valencia CF con victoria barcelonista por dos a uno.
Aunque no tuvo muchas oportunidades de jugar (solo disputó ocho partidos y marcó un gol), en ese tiempo ganó tres Ligas, dos Copas del Rey, una Copa Eva Duarte y dos Copas Latinas.

## Palmarés
| Título          | Club                  | Año  |
| --------------- | --------------------- | ---- |
| Liga            | Fútbol Club Barcelona | 1948 |
| Copa Eva Duarte | Fútbol Club Barcelona | 1948 |
| Liga            | Fútbol Club Barcelona | 1949 |
| Copa Latina     | Fútbol Club Barcelona | 1949 |
| Copa de España  | Fútbol Club Barcelona | 1951 |
| Liga            | Fútbol Club Barcelona | 1952 |
| Copa de España  | Fútbol Club Barcelona | 1952 |
| Copa Latina     | Fútbol Club Barcelona | 1952 |

## Equipos
| Club                  | País   | Año       |
| --------------------- | ------ | --------- |
| Fútbol Club Barcelona | España | 1946-1952 |